# 2016-os labdarúgó-Európa-bajnokság (pótselejtezők)
A 2016-os labdarúgó-Európa-bajnokság pótselejtezője döntött arról az utolsó négy csapatról, amelyek a 2016-os labdarúgó-Európa-bajnokságra kijutnak. 
A pótselejtezőben a csoportok harmadik helyezettjei közül 8 csapat vett részt. A csapatokat párba sorsolták és oda-visszavágós mérkőzést játszottak egymással. Az elsőként sorsolt csapat játszotta az első mérkőzést hazai pályán. A négy párosítás győztese kijutott az Európa-bajnokságra, a négy vesztes kiesett.

## Csoportharmadikok sorrendje
Egy csoportban (I csoport) csak öt csapat vett részt, ezért az A–H csoportok harmadik helyén végzett csapatok esetén a csoportjukban a hatodik helyezett csapat elleni eredményeket nem kellett figyelembe venni a rangsorolásnál.
A csoportharmadikok sorrendjét a következők szerint kellett meghatározni:
1. több szerzett pont
2. jobb gólkülönbség
3. több szerzett gól
4. több idegenben szerzett gól
5. alacsonyabb fair play pontszám
6. jobb UEFA-együttható
7. sorsolás

A legjobb csoportharmadik kijutott az Európa-bajnokságra. A további nyolc harmadik helyezett pótselejtezőbe került.
| Hely. | Cs | Csapat              | M | Gy | D | V | G+ | G– | Gk | P  | Továbbjutás                           |
| ----- | -- | ------------------- | - | -- | - | - | -- | -- | -- | -- | ------------------------------------- |
| 1.    | A  | Törökország         | 8 | 5  | 1 | 2 | 12 | 7  | +5 | 16 | Kijutott a 2016-os Európa-bajnokságra |
| 2.    | F  | Magyarország        | 8 | 4  | 3 | 1 | 8  | 5  | +3 | 15 | Pótselejtezőbe került                 |
| 3.    | C  | Ukrajna             | 8 | 4  | 1 | 3 | 11 | 4  | +7 | 13 | Pótselejtezőbe került                 |
| 4.    | H  | Norvégia            | 8 | 4  | 1 | 3 | 8  | 10 | −2 | 13 | Pótselejtezőbe került                 |
| 5.    | I  | Dánia               | 8 | 3  | 3 | 2 | 8  | 5  | +3 | 12 | Pótselejtezőbe került                 |
| 6.    | G  | Svédország          | 8 | 3  | 3 | 2 | 11 | 9  | +2 | 12 | Pótselejtezőbe került                 |
| 7.    | D  | Írország            | 8 | 3  | 3 | 2 | 8  | 7  | +1 | 12 | Pótselejtezőbe került                 |
| 8.    | B  | Bosznia-Hercegovina | 8 | 3  | 2 | 3 | 11 | 12 | −1 | 11 | Pótselejtezőbe került                 |
| 9.    | E  | Szlovénia           | 8 | 3  | 1 | 4 | 10 | 11 | −1 | 10 | Pótselejtezőbe került                 |

## Kiemelés
A csapatok kiemelését az UEFA válogatottakra vonatkozó koefficiense szerint, a selejtezők befejezését követő állása alapján állapították meg. A párosítások sorsolását közép-európai idő szerint 2015. október 18-án, 11:20-tól tartották Nyonban.
A rangsorolás számítását a következőket szerint végezték:
- A 2016-os Eb-selejtezők során szerzett ranglistapontok átlagának 40%-a
- A 2014-es vb-selejtezők és a 2014-es vb során szerzett ranglistapontok átlagának 40%-a
- A 2012-es Eb-selejtezők és a 2012-es Eb során szerzett ranglistapontok átlagának 20%-a

| 1. kalap (kiemeltek) | 1. kalap (kiemeltek) |
| Ország               | Együttható           |
| -------------------- | -------------------- |
| Bosznia-Hercegovina  | 30 367               |
| Ukrajna              | 30 313               |
| Svédország           | 29 028               |
| Magyarország         | 27 142               |

| 2. kalap (nem kiemeltek) | 2. kalap (nem kiemeltek) |
| Ország                   | Együttható               |
| ------------------------ | ------------------------ |
| Dánia                    | 27 140                   |
| Írország                 | 26 902                   |
| Norvégia                 | 26 439                   |
| Szlovénia                | 25 441                   |

## Párosítások
A pótselejtezők első mérkőzéseit 2015. november 12-én, 13-án és 14-én, a visszavágókat november 15-én, 16-án és 17-én játszották. A párosítások győztesei jutottak ki az Európa-bajnokságra.
| 1. csapat           | Össz.Tooltip Aggregate score | 2. csapat    | 1. mérk. | 2. mérk. |
| ------------------- | ---------------------------- | ------------ | -------- | -------- |
| Ukrajna             | 3–1                          | Szlovénia    | 2–0      | 1–1      |
| Svédország          | 4–3                          | Dánia        | 2–1      | 2–2      |
| Bosznia-Hercegovina | 1–3                          | Írország     | 1–1      | 0–2      |
| Norvégia            | 1–3                          | Magyarország | 0–1      | 1–2      |

## Mérkőzések
| 2015. november 14. 18:00 |

| Ukrajna                       | 2–0               | Szlovénia |
| ----------------------------- | ----------------- | --------- |
| Jarmolenko 23' Szeleznyov 54' | (1–0) Jegyzőkönyv |           |

| Olympic Stadium, Kijev Játékvezető: Jonas Eriksson (svéd) |

| 2015. november 17. 20:45 |

| Szlovénia | 1–1               | Ukrajna          |
| --------- | ----------------- | ---------------- |
| Cesar 11' | (1–0) Jegyzőkönyv | Jarmolenko 90+7' |

| Stožice Stadion, Ljubljana Játékvezető: Cüneyt Çakır (török) |

| 2015. november 14. 20:45 |

| Svédország                   | 2–1               | Dánia         |
| ---------------------------- | ----------------- | ------------- |
| Forsberg 45' Ibrahimović 50' | (1–0) Jegyzőkönyv | Jorgensen 80' |

| Friends Arena, Solna Játékvezető: Nicola Rizzoli (olasz) |

| 2015. november 17. 20:45 |

| Dánia                            | 2–2               | Svédország          |
| -------------------------------- | ----------------- | ------------------- |
| Y. Poulsen 81' Vestergaard 90+1' | (0–1) Jegyzőkönyv | Ibrahimović 19' 76' |

| Telia Parken, Koppenhága Játékvezető: Martin Atkinson (angol) |

| 2015. november 13. 20:45 |

| Bosznia-Hercegovina | 1–1               | Írország  |
| ------------------- | ----------------- | --------- |
| Džeko 85'           | (0–0) Jegyzőkönyv | Brady 82' |

| Bilino Polje, Zenica Játékvezető: Felix Brych (német) |

| 2015. november 16. 20:45 |

| Írország                   | 2–0               | Bosznia-Hercegovina |
| -------------------------- | ----------------- | ------------------- |
| Walters 24' (11-esből) 70' | (1–0) Jegyzőkönyv |                     |

| Aviva Stadion, Dublin Játékvezető: Björn Kuipers (holland) |

| 2015. november 12. 20:45 |

| Norvégia | 0–1                         | Magyarország     |
| -------- | --------------------------- | ---------------- |
|          | (0–1) Jegyzőkönyv Részletek | Kleinheisler 26' |

| Ullevaal Stadion, Oslo Nézőszám: 27 182 Játékvezető: Mark Clattenburg (angol) |

| 2015. november 15. 20:45 |

| Magyarország                      | 2–1                         | Norvégia      |
| --------------------------------- | --------------------------- | ------------- |
| Priskin 14' Henriksen 83' (öngól) | (1–0) Jegyzőkönyv Részletek | Henriksen 87' |

| Groupama Aréna, Budapest Játékvezető: Carlos Velasco Carballo (spanyol) |